# Teoria dos sinais

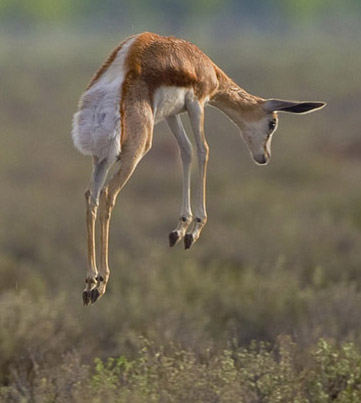
Uma cabra-de-leque (Antidorcas marsupialis) pode fazer um sinal honesto a predadores, como as chitas, para indicar que é um indivíduo ágil e rápido e, portanto, não valeria a pena persegui-lo.

Na biologia evolutiva, a teoria dos sinais ou da sinalização é uma teoria que examina a comunicação entre indivíduos. A questão central apresenta-se quando deve esperar-se que os organismos com interesses em conflito comuniquem-se com honestidade (considerando que não há uma intenção consciente) em vez de desonestamente. Os modelos matemáticos em que os organismo assinalam a sua condição a outros indivíduos como parte de uma estratégia evolutivamente estável são importantes para a investigação neste campo.